# استیون آدامز (تاجر)
استیفن آدامز (Stephen Adams) (۷ نوامبر ۱۹۳۷ - ۱۴ مارس ۲۰۲۴)، تاجر، سرمایه‌گذار بخش خصوصی و نوع‌دوست آمریکایی بود. آخرین هلدینگ‌های وی شرکت گود سم، یک انتشارات ملی، فروشگاه‌های خرده‌فروشی، سازمان بازاریابی مخصوص صاحبان ماشین‌های کاروان و شرکت تبلیغات محیطی آدامز، مجری سازه‌های تبلیغات محیطی در ایالت‌های غرب میانه، جنوب‌شرقی و ایالت‌های ساحلی اقیانوس اطلس آمریکا را شامل می‌شد. هدلینگ‌های قبلی او اپراتورهای ایستگاه‌های رادیویی و تلویزیونی، ناشران چاپی، پرکننده‌های بطری‌های کولا و بانک‌های اجتماع را در بر می‌گرفت.

## اوایل زندگی
آدامز در سال ۱۹۳۷ متولد شد و در مینه‌سوتا پرورش یافت. او مدرک لیسانس خود را در سال ۱۹۵۹ از دانشگاه ییل گرفت. در این دانشگاه عضو محفل مخفی جمجمه و استخوان بود. در سال ۱۹۶۲، مدرک فوق‌لیسانس خود را از مدرسه عالی کسب‌وکار استنفورد دریافت کرد. استیفن آدامز پسرِ روزنامه‌نگار برجسته و تأثیرگذار و مجری شبکه‌های رادیویی و تلویزیونی CBS، سدریک آدامز است.: 180 

## حرفه
از اواخر سال ۲۰۰۷، آدامز به‌عنوان رئیس هیئت‌مدیره شرکت Affinity Group، شرکت Freedom و Affinity Bank (که در حال حاضر به‌عنوان Camping World/Goodsam شناخته می‌شود) و همین‌طور رئیس و سهام‌دار کنترل‌کنندهٔ شرکت تبلیغات محیطی آدامز فعالیت می‌کرد. وی رئیس شرکت Affinity Group از زمان خرید آن در سال ۱۹۸۸ و رئیس شرکت تبلیغات محیطی آدامز از زمان تأسیس آن در سال ۱۹۸۳ بوده‌است. او همچنین به‌عنوان رئیس گروه رادیویی آدامز (مستقر در لیکویل در مینه‌سوتا) و گروه نشر آدامز (مستقر در سنت لوییز پارک، مینه‌سوتا) فعالیت می‌کرد.
آدامز زندگی حرفه‌ای خود را در زمینهٔ بانک‌داری و بطری‌کردن نوشیدنی‌های بدون الکل شروع کرد. از دههٔ ۱۹۷۰، آدامز به‌عنوان رئیس بانک‌داری خصوصی، نشر، تبلیغات محیطی، شرکت‌های رادیویی و تلویزیونی فعالیت داشته‌است. او در تمام این شرکت‌ها بهرهٔ مالکیت کنترلی داشت. آدامز مالک Chateau Fonplagade در بوردو و همین‌طور سایر کارخانه‌های شراب‌سازی ساحل غربی و کارخانه‌های شراب‌سازی آداموس، میشل-اشلامبرگر، روبلار و آدلر فلس در شمال کالیفرنیا بود.
در سال ۱۹۸۲، او در مبارزه برای تملک بانک مونتانا سیستم برنده شد. در سال ۱۹۸۴، آدامز در مزایده‌ای بر سر تصاحب شرکت سهامی عامِ یونیون پلنترز قافیه را به رقبا باخت. در سال ۱۹۹۳، بانک مونتانا سیستم به شرکت نوروست فروخته شد.

### شرکت تبلیغات محیطی آدامز
در سال ۱۹۸۳، تبلیغات محیطی آدامز به‌دنبال مالک شرکت تبلیغات محیطی سنترال که در میشیگان تأسیس شد. طی پنج سال، آدامز یک مجموعه بیلبورد و سایر ابزارهای تبلیغات محیطی را اجرا کرد و عمدتاً با مالک شرکت‌های تبلیغات محیطی موجود در ایالت‌های غرب میانهٔ آمریکا، جنوب‌شرق و ایالت‌های ساحلی اقیانوس اطلس (برای مثال شرکت تبلیغات محیطی سنترال در میشیگان، Creative Displays در لی‌های ولی شرکت تبلیغات محیطی Schloss در کارولینای شمالی) قدم به بازارهای متوسط دیگری گذاشت. امروزه این شرکت مالکیت خصوصی دارد، هرچند در سال آخر گزارش امور مالی عمومی، یعنی سال ۲۰۰۰، حدود ۸۰ میلیون دلار درآمد داشت. از سال ۲۰۰۰، این شرکت موقعیت بازار خود را از ششمین شرکت بزرگ تبلیغات محیطی به چهارمین شرکت بزرگ تبلیغات محیطی ارتقا داده‌است. این شرکت بعد از شرکت‌های کلیر چنل اوتدور، لامار و اوتفرانت رتبه چهارم را دارد. در ژانویه ۲۰۱۵، شرکت تبلیغات محیطی آدامز (Adams Outdoor) برای خرید شرکت فِروِی اوتدور با شرکت خصوصی GTCR مستقر در شیکاگو شریک شد و به این ترتیب هلدینگ‌های تبلیغات محیطی آدامز دوبرابر شد.

### شرکت افینیتی گروپ
در ۲۳ دسامبرِ ۱۹۸۸، شرکتِ باسابقهٔ Affinity Group Inc. (AGI)، متعلق به آدامز، شرکت American Bakeries Company را به قیمت ۱۳۸ میلیون دلار تصاحب کرد. در زمان ادغام، تنها دارایی‌های در جریان و فعال American Bakeries Company عبارت بودند از: TL Enterprises, Inc. (Trailer Life Magazine) و Camp Coast to Coast, Inc. این شرکت‌ها از آنچه امروز Good Sam Club, Coast to Coast، خدمات و محصولات بر پایهٔ اشتراکِ AGI’s و نشریه‌های مرتبط با ماشین‌های کاروان هستند، به‌استثنای عناوین Woodall تشکیل می‌شد.
از سال ۱۹۹۰ تا ۱۹۹۷، AGI شرکت‌های دیگری را نیز به مالکیت خود درآورد، نظیر Golf Card International در سال ۱۹۹۰ به قیمت ۱۸ میلیون دلار و در ماه می ۱۹۹۴ Woodall Publishing Company, L.P. و Woodall World of Tavel, L.P. (در مجموع Woodallها) به قیمت ۱۱٫۵ میلیون دلار.
در سال ۱۹۹۵، AGI زمام امور شرکت ۱۳ سالهٔ San-Francisco Thrift and Loan را به دست گرفت و ادارهٔ مرکزی این شرکت را به ونتورا در کالیفرنیا منتقل کرد. در سال ۱۹۹۷، این بانک تحت عنوان Affinity Bank مجدداً نام‌گذاری شد و در سال ۱۹۹۹ AGI مالکیت را به Affinity Bank Holdings, Inc.، شرکت جداگانه‌ای که آدامز آن را مدیریت می‌کرد، واگذار نمود.
در مارس ۱۹۹۷، AGI توانست به‌عنوان بخشی از پیشنهاد۱۳۰ میلیون دالری اوراق بهادار AGI به تاریخ ۲۰۰۷، Camping World, Inc. و Ehlert Publishing را به قیمت حدوداً ۱۲۳ میلیون دلار و ۲۲٫۳ میلیون دلار به ترتیب تصاحب کند. AGI در حال حاضر به‌عنوان Camping World/GoodSam شناخته می‌شود و بزرگ‌ترین شبکهٔ معاملاتی ماشین‌های کاروان و خرده‌فروشی کمپینگ در ایالات متحده است. برنامهٔ تلویزیونیِ «سود» یا «The Profit» از شبکهٔ NBC مارکوس لمونیس، مدیرعامل اجرایی Camping World/Goodsam را به‌عنوان ستاره‌اش به تصویر می‌کشد. در تاریخ ۷ اکتبر ۲۰۱۶، Camping World/GoodSam اولین عرضهٔ عمومی خود را به‌عنوان Camping World Holdings, Inc. تکمیل کرد؛ این شرکت در بورس نیویورک تحت عنوان CWH حضور دارد.

## روزنامه‌ها
در سال ۲۰۱۳، مارک آدامز، پسر استیفن آدامز، شرکت Adams Publishing Group (APG) را بنیان نهاد. استیفن آدامز، به‌عنوان رئیس هیئت‌مدیره APG فعالیت می‌کرد. APG شرکتی با مسئولیت محدود است که روزنامه‌های در بیش از ۲۰ ایالت دارد. در حال حاضر ادارهٔ مرکزی این شرکت در گرین‌ویل در تنسی است.

## وابستگی‌های سیاسی
آدامز بودجهٔ نامزدهای حزب جمهوری‌خواه را تأمین کرده‌است. مطابق با گزارش‌ها، او بیش از یک میلیون دلار تبلیغات بیلبورد (از طریق شرکت خودش، تبلیغات محیطی آدامزِ) برای حمایت از رقابت انتخاباتیِ جورج دبلیو. بوش در سال ۲۰۰۰ هزینه کرده بود.

## بشردوستی
آدامز از سال ۲۰۱۷ در هیئت‌مدیرهٔ مهمان مدرسه‌ای موسیقی ییل فعالیت کرده‌است. شرکت Adams Family Foundation که آدامز و همسرش، دنیس، تأسیس کردند، به مؤسسات آموزشی زیادی از جمله دانشگاه ییل، دانشگاه استنفورد، دانشکده وستمونت، آکادمی هنرهای زیبای لیم و مدرسهٔ بلیک مبالغی را اهدا کرده‌است. آدامز هدیه‌ای ۱۰۰ میلیون دالری به مدرسهٔ موسیقی ییل پیشکش کرد. این مبلغ بزرگ‌ترین رقم اهدایی در تاریخ ۱۰۸ سالهٔ این نهاد آموزشی است. وی برای ساخت مرکز هنرهای موسیقی آدامز در دانشگاه ییل نیز هزینه کرد و آن را در ۱۶ فوریه ۲۰۱۷ طی یک مراسم به میزبانی پیتر سالووی، رئیس ییل هدیه داد.

## جوایز
در سال ۲۰۰۶ آدامز برای دریافت جایزهٔ ارباکل (Arbuckle Awards) از سوی مدرسه عالی کسب‌وکار دانشگاه استنفورد برگزیده شد. در سال ۲۰۰۹، آدامز مدال ییل را دریافت کرد که باارزش‌ترین جایزهٔ اهدایی از سوی انجمن فارغ‌التحصیلان ییل است.

## زندگی خصوصی
آدامز پیش از مرگ با چهارمین همسر خود، دنیس آرهی زندگی می‌کرد. او از ازدواج اولش با ویرجینیا سوزان ریدوِی چهار پسر داشت: استیفن کارکوس، مارک چارلز، کنت ریدوی و اسکات لِرند آدامز. ریدوِی نوهٔ جان ریدوی، یکی از مؤسسان IDS (که به‌عنوان Ameriprise Financial شناخته می‌شود) بود. Ameriprise Financial یکی از شرکت‌های پرچون ۲۰۰ با ارزشِ بازار ۲۱ میلیارد دالری است. خانوادهٔ ریدوِی در سال ۱۹۸۴ سهم خود در IDS را به مبلغ ۶۰۰ میلیون دلار به American Express فروختند. متعاقباً، IDS/American Express به American Express Financial Advisors تغییر نام یافت و در سال ۲۰۰۵ توسط American Express به شرکت سهامی عام تبدیل وAmerprise Financial نامیده شد. مهم‌ترین ادارهٔ مرکزی این شرکت، IDS Center، مرتفع‌ترین ساختمان در مینیاپولیسِ مینه‌سوتا است که فیلیپ جانسون آن را طراحی و در سال ۱۹۷۴ تکمیل کرد، هرچند اکنون دیگر دفتر مرکزی Ameriprise نیست. آدامز در راکسبری، کنتیکت؛ هلدزبرگ، کالیفرنیا، بیگ تیمبر، موناتا و سنت امیلیون (بوردو) فرانسه زندگی می‌کرد.